# Ход по ивици
Ход по ивици или Ход по рубу (енгл. Walk the Line) амерички је биографски филм о кантри пјевачу Џонију Кешу. Филм је освојио три златна глобуса у категоријама за најбољи филм (мјузикл/комедија), најбољу глумицу у мјузиклу/комедији (Рис Видерспун) и најбољег глумца у мјузиклу/комедији (Хоакин Финикс).
Главни глумац Хоакин Финикс (који глуми Џонија Кеша) и главна глумица Рис Видерспун (која глуми његову супругу) морали су у филму, који обилује музиком, све пјесме отпјевати сами.
Филм је био номинован и за награду Оскар у пет категорија, између осталих за главног глумца и главну глумицу. Међутим, само Рис Видерспун је добила награду за најбољу женску улогу.